# Історія Алжиру
Історія Алжиру тісно пов'язана з історією Північної Африки, яку також часто називають Магриб. Магриб часто служив транзитним регіоном при пересуванні в напрямку Європи чи Близького Сходу. Таким чином, на мешканців країни сильно впливало населення інших регіонів.

## Перші мешканці
Перші знахідки залишків людини відносяться до 200000 р. до н. е. З 6000 до 2000 р. до н. е. на місці Алжиру розвивалася неолітична культура. З зуміші різних племін утворилися бербери. Оскільки вони не мали своєї писемності, про давніх берберів мало що відомо.

## Античний період

### Карфаген
Фінікійські купці досягли узбережжя Алжиру близько 900 р. до н. е. Близько 800 р. до н. е. переселенці з фінікійського міста Тір осіли на території сучасного Тунісу і з часом утворили незалежну державу Карфаген. Розташовані на захід від міста Аннаба Скікда й Алжир, відомий карфагенянам під назвою Ікосім (Оул або, можливо, Торн), були торговими факторіями Карфагену, що знаходилися на шляху до Іспанії.

### Нумідійські царства

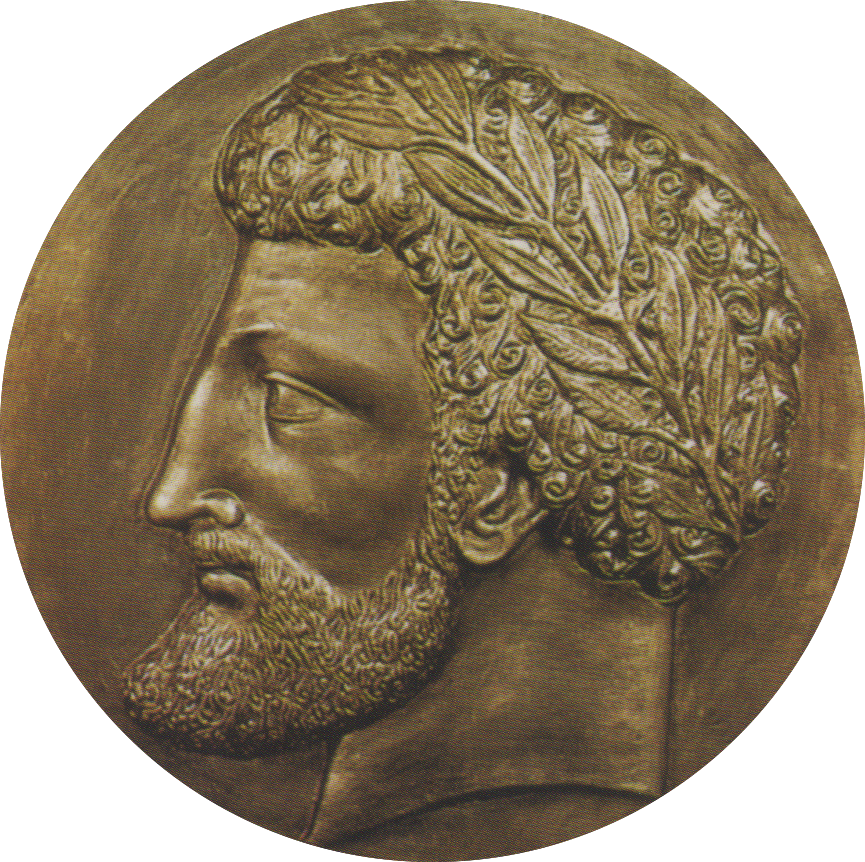
Масінісса

У 146 до н. е. Карфаген був зруйнований римлянами. На території Нумідії, як тоді називався Алжир, утворилося два царства. Одне з них знаходилось на заході, столицею другого, розташованого на сході, було місто Цирта (сучасна Константина). Двома найвідомішими нумідійськими царями були Масінісса (238–148 рр. до н. е.), який з допомогою римлян об'єднав обидва царства, і його онук Югурта, який вступив у війну з римлянами, зазнав поразки і був страчений у Римі в 104 р. до н. е.

### Римська імперія
Згодом вся територія Алжиру стала володінням Римської імперії. Почався процес будівництва великих міст, були споруджені дороги, мости і акведуки. У період римського правління населення країни прийняло християнство, при цьому багато з християн стали прибічниками донатистського релігійного руху. Донатизм є формою духовно-політичного протесту проти римського правління. Найвпливовішою фігурою церковної і літературної історії римського Алжиру був св. Августин (354–430).
У 429, вже після падіння Римської імперії, по території Алжиру пройшли орди вандалів, що рухалися з Іспанії в Туніс. Хоча у VI ст. Візантії вдалося встановити відносний порядок на території Тунісу і в районі узбережжя, в самому Алжирі панував безлад. Внутрішні райони країни перебували в руках берберських племінних вождів.

## Середні віки

### Завоювання Алжиру мусульманами
Наприкінці VII ст. н. е. на території Північної Африки з'явилися араби-мусульмани. Відносно швидко, у цьому ж столітті, вони покінчили із залишками візантійського правління, але тільки після жорстокої боротьби змогли підпорядкувати берберів. Завойовники примусили місцеве населення прийняти іслам, нав'язали свою мову, культуру, систему правління, створивши арабо-берберську цивілізацію, яка проіснувала до наших днів.
В період арабських завоювань в Іспанії і Сицилії основним центром арабської могутності був Туніс, пізніше сама Іспанія і Марокко. Хоча в період арабського правління на території Алжиру (700–1500 рр.) виникали незначні державні утворення, вони, як правило, підпорядковувались правителям Тунісу, якщо знаходилися у східній частині країни, або ж правителям Марокко, якщо знаходилися на заході.

### Османське правління
Наприкінці XV ст. християнська Іспанія, розгромивши на своїй території останню мусульманську державу Гранаду, направила війська в Африку і захопила алжирські порти Мерс-ель-кебір, Оран, Алжир, Аннаба і Беджаія. Місцеві арабські правителі звернулися за допомогою до падишахів Османської імперії. Османи вигнали іспанців з Північної Африки, але після цього відсторонили від влади арабів і почали правити самостійно.

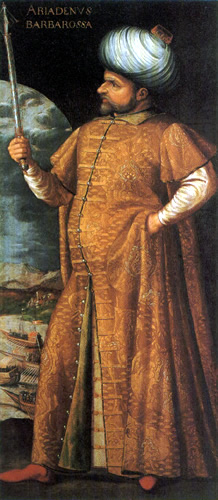
Хайраддін Барбаросса

Засновниками воєнної колонії Алжир, пізніше відомої в Європі під назвою Алжирського регентства, були брати Барбаросса. Старший з них, Орудж, у 1516 р. встановив контроль над Алжиром, а після цього поширив свою владу на Тлемсен. Його молодший брат і наступник Хайраддін розширив кордони володінь, приєднавши Аннабу, Константину, Біскру та оази Уаргла і Туггурт. У 1553 р., після тривалих сутичок між арабами, іспанцями і османами, був приєднаний Тлемсен.
Протягом більше ніж 100 років країною управляли губернатори (паші), які призначалися зі Стамбула. Після 1671 р. Алжир як османське володіння почав користуватися значною автономією на чолі з правителем, який довічно обирався вищими чиновниками і офіцерами цивільної, військової і морської служб Алжиру. Однак, корпус яничарів, що був найважливішою частиною Османської армії в Алжирі, набирався з жителів Анатолії, і якщо в XVII ст. чисельність яничарів становила близько 20 тис. осіб, то до 1830 р. їх залишилося приблизно 5 тис. Правитель Алжиру визнавав себе васалом султана Османської імперії, і у випадку військових дій алжирський флот був зобов'язаний допомагати османському. Упродовж XVI ст. алжирський флот являв собою грізну силу, і коли у 1543 р. Франциск I вступив у союзницькі відносини з Османською імперією, французький порт Тулон був наданий алжирським морякам як зимова стоянка. Османська мова використовувалася в системі управління країни, лише османи могли обіймати відповідальні адміністративні посади.
Традиції корсарства, закладені ще братами Барбаросса, зберігалися в Алжирі протягом трьохсот років османського правління. Розквіт корсарства припав на XVI і XVII ст.ст., після цього, у міру вдосконалення мореплавних якостей і озброєння європейських суден, цей промисел почав зводитися нанівець. Тим не менше, аж до захоплення Алжиру у 1830 р. французами місцеві корсари становили загрозу для суден торгового флоту.
У період османського володіння Алжир був поділений на три провінції (бейліки) — Константину, Тіттері (Медеа) і Маскару (сучасн. Оран). Місцеві арабські племена і бербери фактично отримали змогу діяти самостійно. Земля в Алжирі XVI–XVII ст., як правило, перебувала у володінні всього племені, ніхто не мав особистих наділів, але в Кабілії та інших місцях розселення берберів вже почали з'являтися перші села. Здійснювався значний за обсягом експорт пшениці, а також родзинок, фініків, ткацьких виробів, тютюну, шкіри і бджолиного воску. Вироби алжирських ремісників надходили на місцевий ринок. Ввезення дешевих промислових товарів, що почалося після захоплення Алжиру Францією, призвело до майже повного занепаду місцевого ремісничого виробництва. У період османського правління європейський імпорт становили в основному предмети розкоші. Французьким підприємцям належала концесія на добування коралів та деякі інші види промислів.
В цей час укладалися договори з іноземними державами і створювалися посольства і консульства. Чеканилася власна алжирська монета, при правителі функціонувала рада, що складалася з міністра у справах зовнішньої політики і флоту (Увакіль аль-харіфк), військового міністра (ага) і міністра, який відповідав за державну скарбницю і внутрішні справи (хазнаджі).

## Французьке правління

### Завоювання Алжиру французами (1830–1850)

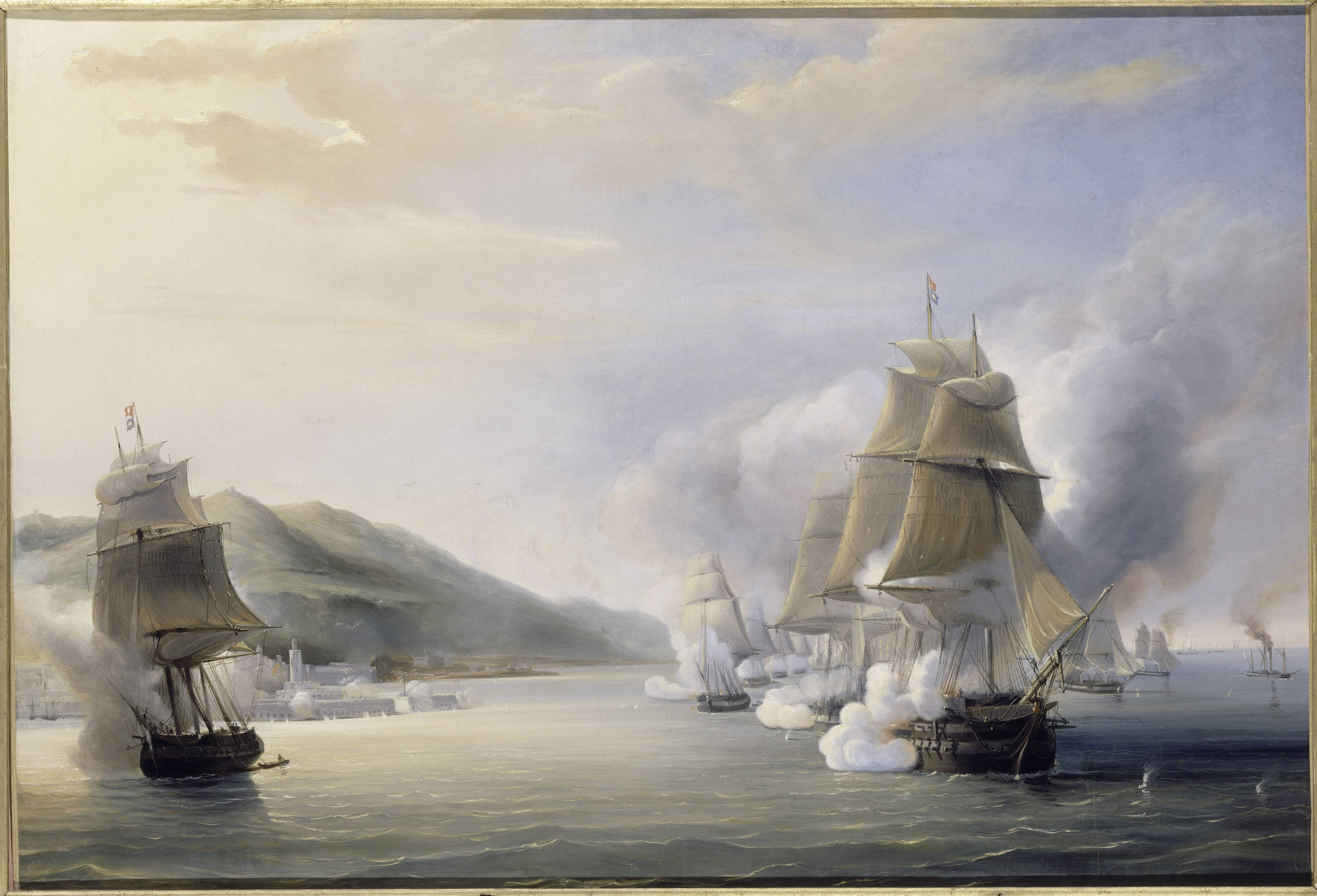
Бомбардування Алжиру ескадрою адмірала Дюпре 3 червня 1830.

Висадка французьких військ в Алжирі у 1830 р. ознаменувала поновлення французької експансії у Північній Африці, перерваної у кінці періоду правління Наполеона. Агресія розгорталася на тлі загострення давніх конфліктів через затримки Францією платежів за придбане на початку XIX ст. алжирське зерно. Ситуація посилювалася тим, що під час публічної аудієнції 29 квітня 1827 р. розлючений дей злегка вдарив опахалом французького консула Деваля, який зухвало поводився. Цей інцидент став приводом для подальшої ескалації конфлікту між країнами. Французький уряд Карла X побоювався втрати торгових факторій в Ла-Калі, Аннабі і Колло та мав намір зміцнити свої позиції з допомогою військової сили. Ліквідація влади дея була представлена зовнішньому світу як бажання покласти край піратству алжирських моряків, що не могло не викликати позитивної реакції з боку європейських держав. 14 червня 1830 р. французькі війська під командуванням генерала де Бурмона висадилися у містечку Сіді-Фарруш за 21 км на захід від Алжиру і швидко розгромили армію дея. 5 липня дей проголосив капітуляцію.
Французькі війська поступово зайняли всі прибережні райони поблизу Алжиру, Беджаії, Аннаби, Мостаганема, Арзева й Орану, у внутрішніх областях країни утворилася незалежна племінна держава на чолі з еміром Абд аль-Кадиром, яка чинила жорстокий опір французькій окупації. У 1834 р. статус нового володіння був визнаний за договором Демішеля, а пізніше, у травні 1837 р., уточнений відповідно до договору, підписаного у Тафні.

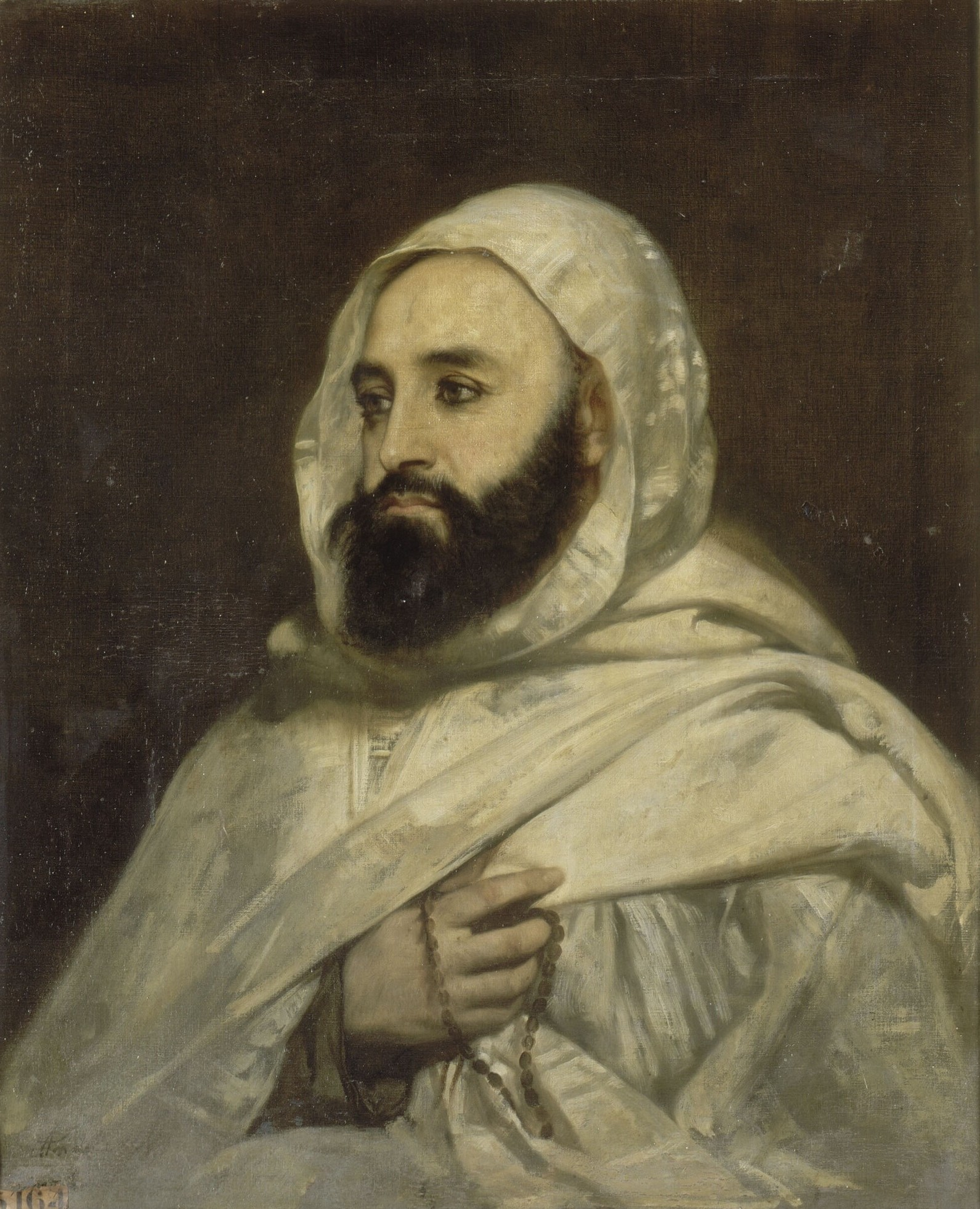
Емір Абд аль-Кадир

Французький уряд схвалив план захоплення території всього Алжиру, і протягом наступних семи років французькі війська під командуванням генерала Бюжо вели збройні дії проти загонів Абд аль-Кадіра. У 1844 р. Абд аль-Кадір звернувся за допомогою до султана Марокко Мулай Абд-ар-Рахмана, і марроканські війська вирушили до кордону з Алжиром. У серпні 1844 р. у битві на р. Іслі поблизу м. Уджди марокканці зазнали нищівної поразки від французів. 10 вересня султан Марокко був змушений підписати Танжерський договір, згідно з яким зобов'язувався не надавати підтримки Абд аль-Кадіру. У 1847 р. емір був змушений здатися, але потрібен був ще не один похід французьких військ, щоб завоювати Кабілію і райони крайнього півдня, де у період 1849–1850 рр. були знищені дві оази — Зааджа і Нара.
У 1848 р. Алжир був проголошений французькою територією, три його провінції перетворилися у департаменти на чолі з префектами, що здійснювали адміністративні функції. У 1858–1860 рр. Алжир перебував під безпосереднім управлінням міністра у справах колоній у Парижі, після цього був переданий військовій адміністрації.

### Народження національного руху
Алжирський національний рух зародився у період після закінчення Першої світової війни. Перша політична партія в Алжирі була створена у 1923 р. Мессалі Хаджем. Національно-революційний рух мав на меті боротьбу за поліпшення умов праці робочих в усій Північній Африці. Після цього він почав називатися Партією алжирського народу, а дещо пізніше був перейменований у Рух за торжество демократичних свобод.
Фархат Аббас, фармацевт із Сетифу, спершу виступав за повну асиміляцію мусульман і поширення на них прав у галузі освіти і політичних прав в цілому, якими до тих пір користувалися в країні лише європейці. Цьому політичному діячу належить ініціатива створення партії, відомої під назвою Демократичний союз Алжирського маніфесту. У 1956 р. Фархат Аббас вступив у лави Фронту національного звільнення (ФНЗ), а пізніше став першим прем'єр-міністром тимчасового уряду Алжирської Республіки (ТУАР). Третім політичним об'єднанням, яке ставило за мету національне звільнення, була створена приблизно у 1935 р. Асоціація алжирських улемів-реформаторів, на чолі якої стояв шейх Абд аль-Хамід Бен Бадіс. Об'єднання виступало за очищення ісламу і звільнення його від адміністративної залежності від французьких владних інститутів, ратувало за створення шкіл з викладанням лише арабською мовою.
Під час Другої світової війни у результаті закликів союзницьких військ до самовизначення, розгрому Франції, підйому арабського націоналізму в цілому, до присутності на території країни англійських та американських військ національні почуття загострилися. У травні 1945 р. всі ці чинники, а також голод і жебрацтво воєнного часу, спровокували стихійні народні виступи у Сетифі, під час яких були вбиті 88 французів. У відповідь почалися репресії з боку влади, внаслідок яких французькими солдатами і європейськими поселенцями були вбиті 8 тис. алжирських мусульман.
У 1947 р. французький уряд, відмовившись обговорювати пропозиції Ферхата Аббаса щодо федерації, нав'язав Алжиру Органічний статут, відповідно до якого Алжир оголошувався групою департаментів з власним громадянством і фінансовою автономією. Статут передбачав створення Алжирських зборів у кількості 120 членів, при цьому в них повинні були брати участь представники європейців і мусульман; надання повного французького громадянства 30 тис. мусульман, які відповідали певним освітнім і громадянським вимогам, а також задоволення багатьох серйозних претензій мусульманської громади.

### Боротьба за незалежність
У 1954 р. у керованому Мессалі Хаджем Рухові за торжество демократичних свобод відбувся розкол на три фракції. Одна з них на чолі з Мессалі виступала за відмову від будь-якого співробітництва з Францією, друга була готова співпрацювати з французами у муніципальних та інших органах, третя закликала до збройної боротьби і створення нового союзу. У ніч на 1 листопада 1954 р. у районі Батни і більше ніж 30 населених пунктах у департаменті Константина члени третього угруповання реалізували ідею збройного опору, почавши з нападів на поліцейські пости, поштові відділення тощо. До весни 1956 р. рух втягнув у свої ряди майже всіх політичних лідерів Алжиру, крім Мессалі Хаджа, а також чималу частину молоді, що забезпечило йому широку підтримку серед населення. Під контролем повсталого населення перебували просторі сільські райони, створювалися особливі фонди для підтримки борців за свободу.
13 травня 1958 р. військова верхівка французької армії в Алжирі спільно з європейськими поселенцями підняли бунт, побоюючись, що новий прем'єр-міністр піде на переговори з ФНЗ. Їхні об'єднані зусилля привели до ліквідації Четвертої республіки і повернення до влади генерала Шарля де Голля.
У 1959 р. Париж зробив нові кроки у своїй алжирській політиці: лідерам національного руху було запропоновано визначитися з питання про можливий статус країни. Йшлося або про інтеграцію з Францією, або про автономію, або про відділення; в останньому випадку передбачалися збереження французького контролю над пустелею Сахара і розподіл інших частин Алжиру за етнічним принципом. Тим часом ФНЗ за підтримки урядів Марокко і Тунісу утворив в еміграції тимчасовий уряд Алжирської Республіки (ТУАР). Новий уряд підтримав принцип самовизначення і заявив про готовність обговорити умови припинення вогню за умови, що будуть вироблені відповідні гарантії для справді вільного народного волевиявлення.
У 1954–1961 рр. Алжир був відрізаний як від Марокко, так і від Тунісу подвійною дротяною загорожею уздовж кожного кордону із забороненою зоною між рядами, що ретельно контролювалася французькими вартовими. Лінія середземноморського узбережжя патрулювалася французькими військовими кораблями, а територія Сахари — з повітря. Близько 150 тис. мусульман служили у допоміжних частинах французької армії і в загонах сільської самооборони. На початку 1960 р. під час бойових дій було вбито принаймні 100 тис. бійців алжирського опору і близько 10 тис. французьких військовослужбовців. У таборах біженців на території Марокко і Тунісу знаходилось 150 тис. алжирців, приблизно 1,1 млн людей залишилися без житла.

### Незалежність (1962)
Лише з середини 1961 р. почали з'являтися надії на мирне вирішення алжирського питання. Ряд взаємних поступок під час переговорів, що відбулися 18 березня 1962 р. у французькому місті Евіан-ле-Бене між ФНЗ і Францією, привів до припинення воєнних дій. Евіанські угоди передбачали створення тимчасового виконавчого органу, що складався з алжирців, французів і верховного комісара Франції, а також проведення референдуму з питання про самовизначення Алжиру, вибори уряду країни і виведення протягом трьох років французьких військ, збереження французького громадянства для уродженців Франції, які протягом трьох років мали подвійне громадянство і пропорційне представництво в усіх алжирських законодавчих органах; участь Алжиру в зоні франка; преференції у торгівлі з Францією за умови, що вони не обмежуватимуть незалежність Алжиру, і спільне, під суверенітетом Алжиру, використання пустелі Сахара; право Франції на оренду військових баз терміном на 15 років і проведення ядерних випробовувань у Сахарі терміном на 5 років.
Евіанські угоди поклали край жорстокій збройній боротьбі, що тривала протягом семи з половиною років. Після їх підписання Секретна військова організація (ОАС), створена екстремістськи налаштованими поселенцями і незадоволеними військовослужбовцями, зробила останню спробу зірвати надання незалежності Алжиру, яка була невдалою. Під час референдуму 1 липня 1962 р. з питання про самовизначення 91% алжирців висловилися за незалежність. 3 липня 1962 р. Алжир став незалежною державою.
Влада від французької адміністрації перейшла до тимчасового виконавчого органу на чолі з Абд ар-Рахманом Фаресом. На час здобуття незалежності прем'єр-міністром ТУАР був призначений Юсеф бен Хедда. Жодний з цих урядів не володів достатньою владою для контролю над ситуацією в країні. Владні повноваження бен Хедди заперечувалися радикальнішим крилом ФНЗ на чолі з Ахмедом Бен Беллою, на стороні якого виступив полковник Хуарі Бумедьєн. Між тим, протягом 1962 р. 850 тис. європейських поселенців залишили Алжир. Після від'їзду європейських поселенців значні земельні масиви залишилися безгосподарними, і на початку 1963 р. близько 2 млн га перейшли селянам, які почали створювати комітети з управління землею.

## Незалежна країна
Ахмед Бен Белла швидко домігся контролю над партією, армією і масовими робітничими і студентськими організаціями. На засіданні Національних народних зборів, що відбулися у вересні, Фархат Аббас був обраний їх президентом, а Бен Белла — прем'єр-міністром уряду. Міністром оборони став Хуарі Бумедьєн. У 1963 р. була ухвалена нова Конституція, відповідно до якої Алжир став президентською республікою. У вересні 1963 р. Бен Белла був обраний першим президентом країни.
Алжир як і раніше існував за рахунок щорічних субсидій Франції і допомоги інших країн, включаючи позики СРСР і КНР, а також постачання продовольства зі США. Після здобуття незалежності продовжував функціонувати лише один сектор економіки — нафтодобування у районі Сахари. Відповідно до угоди, укладеної у 1965 р. між Алжиром і Францією, Алжиру були гарантовані більші надходження від експорту нафти і газу, а також надання йому фінансової допомоги у розмірі 400 млн дол. на реалізацію планів розвитку у найближчі п'ять років. В країні наростали вимоги націоналізувати приватні нафтові компанії, що належали переважно французькому капіталу.
У 1969 р. Алжир став членом Організації країн-експортерів нафти (ОПЕК) і відіграв важливу роль у чотириразовому підвищенні цін на нафту у 1973–1974 рр. і встановленні ембарго на продаж нафти Ізраїлю.
У 1970-х роках різко збільшилися державні надходження Алжиру від продажу нафти і природного газу. Режим Бумедьєна вживав заходів для реформування сільського господарства, розвитку промислового виробництва і вирішення проблеми безробіття. Тим не менше, економіка країни залишалася у великій залежності від нафтогазового сектора. На з'їзді ФНЗ наступником Бумедьєна (помер у 1978 р.) на посади президента і генерального секретаря партії був обраний виконувач обов'язків міністра оборони Шадлі Бенджедід. У 1979 р. з метою зменшення концентрації влади в руках президента були внесені поправки до конституції.
У 1980–1981 рр. Алжир сприяв проведенню переговорів про звільнення 52 американських заручників, захоплених Іраном у листопаді 1979 р. У 1986 р. відбулося позитивне зрушення у відносинах з Лівією, а у 1988 р. закінчилася тривала суперечка з Марокко з питання про Західну Сахару. До тих пір Алжир надавав підтримку партизанам, які виступали проти приєднання до Марокко цієї колишньої іспанської колонії. Покращення відносин між сусідніми державами створило умови для проголошення Союзу Арабського Магрибу, організації, спрямованої на зміцнення політичних і економічних зв'язків північноафриканських держав (Алжиру, Лівії, Мавританії, Марокко і Тунісу).
У 1988 р. під впливом широкомасштабних рухів протесту правляча партія ФНЗ передала частину влади народним зборам і прем'єр-міністру. Рух по шляху демократизації суспільства ознаменувався ухваленням у 1989 р. нової Конституції, відповідно до якої населення одержувало право створювати політичні партії, що насправді означало ліквідацію монополії ФНЗ. Значну підтримку населення невдовзі отримав Ісламський фронт порятунку (ІФП), що стояв на платформі фундаменталізму. На місцевих виборах у червні 1990 р. він отримав 54% голосів виборців, що дозволило йому встановити контроль у 32 з 48 провінційних народних зібрань. Коли ІФП переміг у першому турі виборів до законодавчих органів Алжиру у грудні 1991 р., армія втрутилася у розвиток подій, змусила Бенджедіда піти у відставку та анулювала підсумки виборів. Призначений на січень 1992 р. другий тур виборів був скасований, влада в країні перейшла до Державної ради. Ісламський фронт порятунку був заборонений, а підконтрольні йому місцеві народні зібрання розпущені. Протягом 1993 р. рух ісламських фундаменталістів продовжував збройну боротьбу проти уряду, поєднуючи напади на військові і поліцейські об'єкти з терористичною кампанією проти світської інтелігенції, журналістів та іноземців. Армія відповідала терором, знищуючи бойовиків-фундаменталістів. У пошуку політичного вирішення кризи державна рада протягом року вела діалог з різноманітними політичними партіями і громадськими організаціями. Нарешті, вона ухвалила рішення про передачу влади в країні відставному генералу і екс-міністру оборони Ламіну Зеруалю, який у січні 1994 р. став главою алжирської держави.
У 1995 р. уряд вийшов з пропозицією провести у листопаді президентські вибори. Незважаючи на погрози забороненого Фронту ісламського порятунку знищити кожного, хто візьме участь у голосуванні, на виборчі дільниці прийшло близько 75% виборців. Самі вибори, на яких Зеруаль отримав підтримку 61% алжирців, які взяли участь у голосуванні, розцінювалися як демонстрація підтримки населенням діючого уряду.
На хвилі успіху на президентських виборах у листопаді 1995 р. президент Ламін Зеруаль вийшов з ініціативою провести у квітні 1996 р. ряд дискусій з політичними лідерами щодо перспектив розвитку країни. Він проголосив триетапну програму політичних дій, що передбачала проведення загальнонаціональної конференції в середині 1996 р., референдум з конституційної реформи і вибори у законодавчий орган в середині 1997 р.
Конституційні реформи, якими насамперед передбачалося прийняття нового закону про вибори, згідно з яким від участі у них відсторонювалися політичні партії, створені на мовній або релігійній основі; крім того, всі партії, які беруть участь у виборах, повинні були користуватися загальнонаціональною підтримкою. Згідно з новою Конституцією, президент не міг обіймати свою посаду більше двох п'ятирічних термінів. Передбачалося формування нового двопалатного законодавчого органу у складі нижньої палати, всі 380 депутатів якої повинні обиратися на основі принципу пропорційного представництва, і верхньої палати у складі 144 членів, третину яких призначає сам президент, а дві третини обираються під час непрямих виборів у 48 місцевих органах управління. ІФП, який не був запрошений до участі в консультаціях, виступив проти ініціатив уряду. Тим не менше, пропозиції влади були підтримані на національній конференції, проведеній у вересні 1996 р. Нова Конституція здобула повну підтримку населення також на референдумі у листопаді, що, щоправда, не завадило опозиції заявити про підтасовку результатів.
Упродовж всього 1997 р., незважаючи на заяви уряду про те, що він тримає внутрішньополітичну ситуацію під контролем, почастішали кровопролитні сутички у центральних районах країни. Їх кульмінацією стали тривалі інциденти у передмістях столиці і відповідні дії армії в останні дні 1997 р.
Вбивства стали наслідком боротьби між президентом і командуванням збройних сил за владу в країні. Подальші розбіжності всередині правлячої верхівки були прискорені прийняттям у липні рішення про визволення з в'язниці двох керівників Ісламського фронту порятунку — Аббассі Мадані і Абд аль-Кадер Хашані та досягненням у жовтні перемир'я між урядом і Армією ісламського порятунку, другим впливовим ісламістським збройним угрупованням

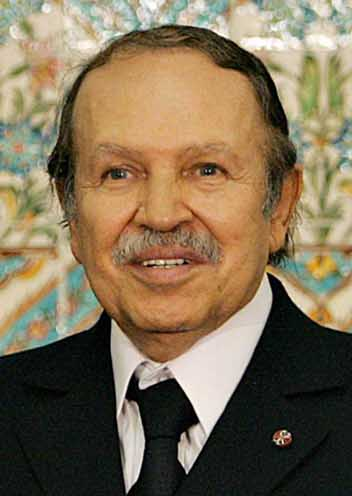
Абделазіз Бутефліка (2006)

27 квітня 1999 року Абделазіз Бутефліка, отримавши 70% голосів виборців, був інагурований президентом на 5-річний термін. У своєму першому телевізійному зверненні до свого народу в липні 1999 року він взяв на себе зобов'язання докласти всіх зусиль задля національного примирення. Протягом першого терміну свого президентства, йому вдалося значно покращити стан громадської безпеки в країні. Наступні президентські вибори відбулися 8 квітня 2004 року, де Абделазіз Бутефліка отримав 84,99% голосів.
На початку 2011 року країною прокотилася хвиля протестів, спричинених економічними та політичними проблемами.